# الدوري الشمالي الممتاز 2012–13
الدوري الشمالي الممتاز 2012–13 هو موسم من دوري الشمال الممتاز ‏. كان عدد الأندية المشاركة فيه 66، وفاز فيه نادي North Ferriby United A.F.C. ‏.